# Киббех
Киббех, кеббе, кубэ (араб. كبة‎ / ивр. קובה) — левантийское блюдо, котлеты из булгура (дроблёной пшеницы), мелко измельчённого мяса со специями и рубленого лука.
Киббех — популярное блюдо ближневосточной кухни. Он встречается в Ливане, Сирии, Палестине, Израиле, Иордании, Египте, Ираке и Иране, а также в Армении, Турции. В Сирии и Ливане невеста перед замужеством должна продемонстрировать умение готовить киббех. По умению приготовить это блюдо в Сирии ценили хозяйку дома. Две-три опытные мастерицы могли слепить до 300 киббехов в час.
Сочетание крупы, мяса и специй создаёт изысканный контраст вкусов и текстур, отточенный веками приготовления блюда в разных странах.

## Принципы приготовления
Самый распространённый вид киббеха — шарообразные или торпедообразные крокеты с начинкой. Для оболочки приготавливают пасту из крупы, лука, специй и воды, многие сорта включают мелко рубленое мясо и муку. Начинка может быть разнообразной, часто мясная, с луком, орехами, овощами, пряностями.
Из пасты руками формуют шарики, придают им форму торпеды, котлеты, шара размером 6—8 см (в старину обычно делали более крупные киббехи). При помощи ложки или руками в пасту заправляют начинку и тщательно закрывают её пастой со всех сторон. Сырые кеббе могут быть заготовлены заранее как полуфабрикат. Сформованные киббехи подвергают тепловой обработке: жарят в большом количестве жира, тушат в соусе, варят.
Другой вариант формирования киббеха — плоская лепешка на круглом противне, состоящая из трёх слоёв: нижний и верхний слой из мясной пасты, средний слой — начинка, как правило, с орехами. Лепёшку надрезают ножом на ромбы размером 5—7 см, посыпают измельчёнными орехами, обжаренными с луком, и запекают. Этот вид киббеха иногда едят сырым, наподобие татарского бифштекса.

## Ингредиенты
Крупа, входящая в пасту для приготовления киббеха, отличает это блюдо от других вариантов котлет. Обычно используют дроблёную пшеницу — булгур, которую размачивают в воде, отжимают и разминают руками. В некоторых регионах вместо булгура используют дроблёный рис (сечку).
Мясо в киббехе может быть разным: чаще всего это баранина, но может быть говядина, козье или верблюжье мясо. Иногда вместо мяса используется рыба. Готовят и вегетарианские киббехи, например, с тыквой. Обычные специи — корица, мускатный орех, гвоздика, душистый перец, перец алеппо. При приготовлении используют оливковое масло и кедровые орехи, фисташки или миндаль.

## Подача
Киббех обычно едят как закуску или основное мясное блюдо, с зелёным салатом, тушёными овощами или рисом, йогуртом, запечённой айвой, с вишнёвым или гранатовым соусом. Гурманы иногда надкусывают верхушку киббеха и выжимают внутрь дольку лимона. В некоторых национальных кухнях есть рецепты супов, в которые полагается при подаче класть один или два кеббе.
Сырой киббех подают в качестве закуски-мезе на блюде с оливковым маслом, зелёным луком, зелёным острым перцем, листьями мяты и лавашем.